# Чардара
Чардара́ (каз. Шардара) — село у складі Шардаринського району Туркестанської області Казахстану. Адміністративний центр сільського округу Кауисбека Турисбекова.
Населення — 5228 осіб (2021; 5015 у 2009, 4458 у 1999, 4172 у 1989).